# 南蟹狀星雲

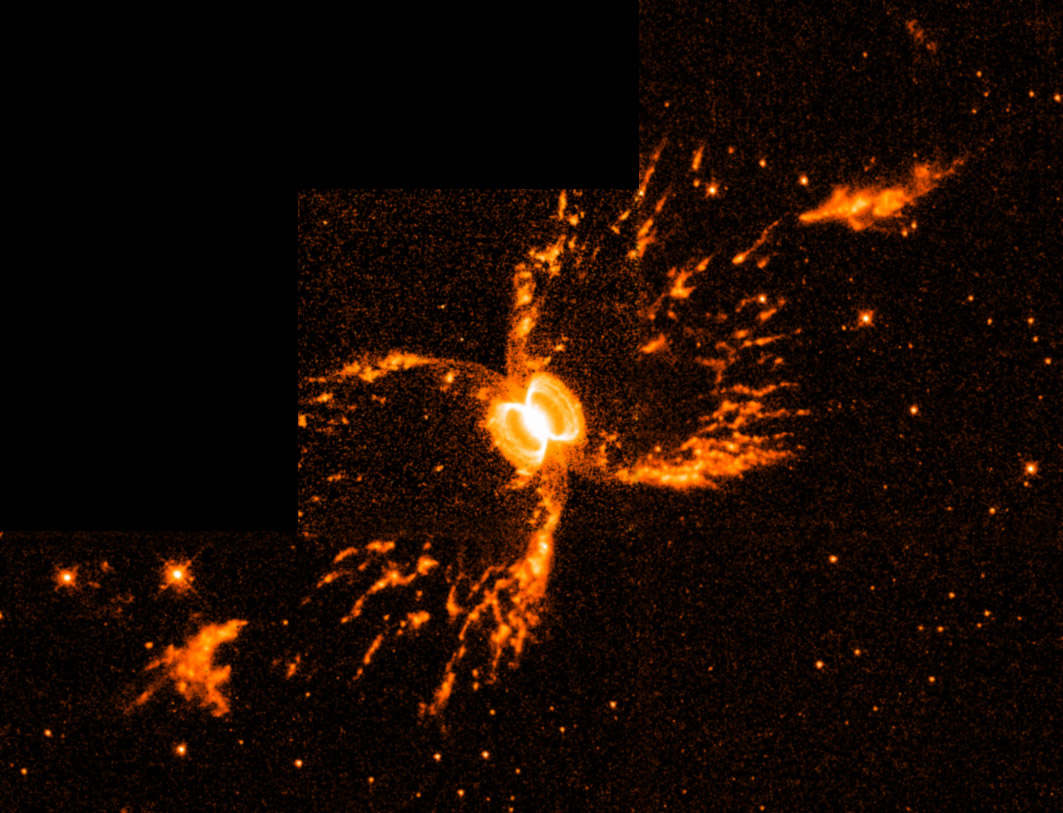
南蟹狀星雲的整體形象。創建者：NASA/ESA

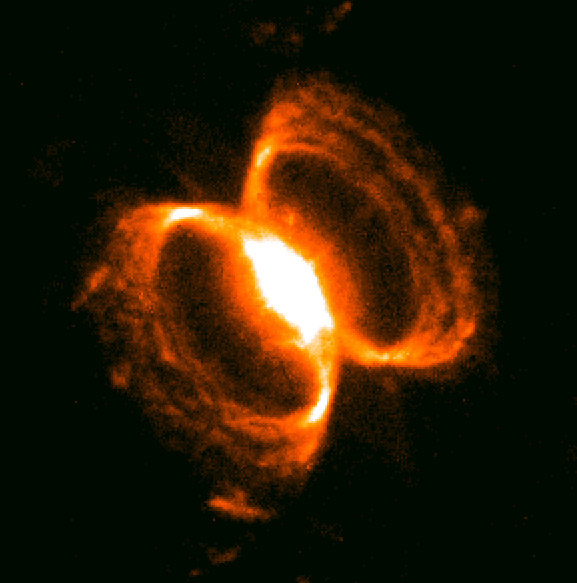
星雲中心的特寫。創建者：NASA/ESA

南蟹狀星雲或Hen2-104從地球看是位於半人馬座的一個星雲，但與地球的距離實際上有數千光年。它的中心是一對由米拉變星和白矮星組成的共生變星。
南在此處是形容詞，以與在北天金牛座的蟹狀星雲有所區分。從地球上看，這個星雲像是螃蟹的身體和腳爪，也有些像沙漏。
這個星雲使用地跡的望遠鏡就能夠看見，但是哈伯太空望遠鏡在1999年拍攝的影像提供了更詳細的資訊，解析出在星雲的中心是一對恆星 － 一顆白矮星和一顆紅巨星。